# Злива (фільм, 1979)
«Злива» — радянський художній фільм 1979 року, знятий режисером Учкуном Назаровим на кіностудії «Узбекфільм».

## Сюжет
Іскандер, директор магазину, намагаючись домогтися взаємності у продавчині Назі, звинувачує її у нестачі, а потім виступає у ролі рятівника. В результаті Назі впала у тяжку депресію, розчарувавшись у людях. Але пройде трохи часу і Назі зустріне Азіза, офіцера військово-морського флоту, з яким вона забуде жах, який їй нав'язав Іскандер.

## У ролях
- Ісамат Ергашев — Азіз
- Наталія Варлей — Назі
- Шухрат Іргашев — Іскандер
- Набі Рахімов — старий
- Луїза Сідікова — медсестра
- Еміль Борончієв — Кайнар

## Знімальна група
- Режисер — Учкун Назаров
- Сценаристи — Мар Байджиєв, Кадиркул Омуркулов
- Оператор — Хатам Файзієв
- Композитор — Руміль Вільданов
- Художник — Вадим Добрін